# Biathlon na Zimowych Igrzyskach Olimpijskich 2014 – sztafeta kobiet
Biathlonowa sztafeta kobiet podczas Zimowych Igrzyskach Olimpijskich 2014 odbyła się 21 lutego 2014 na kompleksie narciarsko-biathlonowym „Łaura” w Krasnej Polanie. Każda z czterech zawodniczek ze sztafety miała do pokonania 6 kilometrów.
W zawodach udział wzięły 4-osobowe drużyny sztafetowe z 17 państw (w sumie 68 zawodniczek). Rywalizację ukończyło 16 z nich (na pierwszej zmianie wycofała się reprezentacja Francji).
Mistrzyniami olimpijskimi zostały reprezentantki Ukrainy: Wita Semerenko, Julija Dżima, Wałentyna Semerenko oraz Ołena Pidhruszna. Na drugim miejscu uplasowała się sztafeta Rosji w składzie: Jana Romanowa, Olga Zajcewa, Jekatierina Szumiłowa i Olga Wiłuchina. Na trzecim stopniu podium znalazła się sztafeta Norwegii, która rywalizowała w składzie: Fanny Welle-Strand Horn, Tiril Eckhoff, Ann Kristin Flatland oraz Tora Berger.
W związku z udowodnieniem stosowania niedozwolonych środków dopingujących przez Olgę Zajcewą MKOL odebrał srebrne medale reprezentacji Rosji. W związku z tym srebrne krążki przypadły reprezentacji Norwegii, a brązowe Czeszkom.

## Terminarz
| Data      | Konkurencja | Godzina rozpoczęcia | Godzina rozpoczęcia |
| Data      | Konkurencja | Czas CET            | Czas lokalny        |
| --------- | ----------- | ------------------- | ------------------- |
| 21 lutego | Finał       | 15:30               | 18:30               |

## Tło
| Data                                                                  | Miejscowość                                                           | Zwycięzca                                                                           | Drugi                                                                                     | Trzeci                                                                            | Źródło                                                                |
| Wyniki sztafety podczas zawodów Pucharu Świata w biathlonie 2013/2014 | Wyniki sztafety podczas zawodów Pucharu Świata w biathlonie 2013/2014 | Wyniki sztafety podczas zawodów Pucharu Świata w biathlonie 2013/2014               | Wyniki sztafety podczas zawodów Pucharu Świata w biathlonie 2013/2014                     | Wyniki sztafety podczas zawodów Pucharu Świata w biathlonie 2013/2014             | Wyniki sztafety podczas zawodów Pucharu Świata w biathlonie 2013/2014 |
| --------------------------------------------------------------------- | --------------------------------------------------------------------- | ----------------------------------------------------------------------------------- | ----------------------------------------------------------------------------------------- | --------------------------------------------------------------------------------- | --------------------------------------------------------------------- |
| 7 grudnia                                                             | Hochfilzen                                                            | Ukraina Julija Dżima · Wita Semerenko · Wałentyna Semerenko · Ołena Pidhruszna      | Niemcy Franziska Preuß · Andrea Henkel · Franziska Hildebrand · Laura Dahlmeier           | Francja Marie-Laure Brunet · Sophie Boilley · Anaïs Chevalier · Anaïs Bescond     | [ 3 ]                                                                 |
| 12 grudnia                                                            | Le Grand-Bornand                                                      | Niemcy Franziska Preuß · Andrea Henkel · Franziska Hildebrand · Laura Dahlmeier     | Ukraina Julija Dżima · Wita Semerenko · Wałentyna Semerenko · Ołena Pidhruszna            | Norwegia Tiril Eckhoff · Fanny Welle-Strand Horn · Synnøve Solemdal · Tora Berger | [ 4 ]                                                                 |
| 8 stycznia                                                            | Ruhpolding                                                            | Rosja Jekatierina Głazyrina · Olga Zajcewa · Irina Starych · Olga Wiłuchina         | Niemcy Franziska Preuß · Evi Sachenbacher-Stehle · Laura Dahlmeier · Franziska Hildebrand | Norwegia Tiril Eckhoff · Ann Kristin Flatland · Synnøve Solemdal · Tora Berger    | [ 5 ]                                                                 |
| Wyniki sztafety na Zimowych Igrzyskach Olimpijskich 2010              |                                                                       |                                                                                     |                                                                                           |                                                                                   |                                                                       |
| 23 lutego                                                             | Vancouver                                                             | Rosja Swietłana Slepcowa · Anna Bogalij-Titowiec · Olga Miedwiedcewa · Olga Zajcewa | Francja Marie-Laure Brunet · Sylvie Becaert · Marie Dorin · Sophie Boilley                | Niemcy Kati Wilhelm · Simone Hauswald · Martina Beck · Andrea Henkel              | [ 6 ]                                                                 |
| Wyniki sztafety na mistrzostwach świata 2012                          |                                                                       |                                                                                     |                                                                                           |                                                                                   |                                                                       |
| 10 marca                                                              | Ruhpolding                                                            | Niemcy Tina Bachmann · Magdalena Neuner · Miriam Gössner · Andrea Henkel            | Francja Marie-Laure Brunet · Sophie Boilley · Anaïs Bescond · Marie Dorin Habert          | Norwegia Fanny Welle-Strand Horn · Elise Ringen · Synnøve Solemdal · Tora Berger  | [ 7 ]                                                                 |
| Wyniki sztafety na mistrzostwach świata 2013                          |                                                                       |                                                                                     |                                                                                           |                                                                                   |                                                                       |
| 15 lutego                                                             | Nové Město na Moravě                                                  | Norwegia Hilde Fenne · Ann Kristin Flatland · Synnøve Solemdal · Tora Berger        | Ukraina Julija Dżima · Wita Semerenko · Wałentyna Semerenko · Ołena Pidhruszna            | Włochy Dorothea Wierer · Nicole Gontier · Michela Ponza · Karin Oberhofer         | [ 8 ]                                                                 |

## Wyniki
| Poz. | Nr | Reprezentacja            | Zawodniczki                                                                  | Strzelanie      | Strzelanie      | Czas zawodniczki                | Strzelanie drużyny | Czas drużyny | Strata  |
| Poz. | Nr | Reprezentacja            | Zawodniczki                                                                  | 1               | 2               | Czas zawodniczki                | Strzelanie drużyny | Czas drużyny | Strata  |
| ---- | -- | ------------------------ | ---------------------------------------------------------------------------- | --------------- | --------------- | ------------------------------- | ------------------ | ------------ | ------- |
| 01 ! | 2  | Ukraina                  | Wita Semerenko Julija Dżima Wałentyna Semerenko Ołena Pidhruszna             | 0+0 0+1         | 0+1 0+0 0+3 0+0 | 16:56,4 17:16,3 17:40,9 18:08,9 | 0+5                | 1:10:02,5    | –       |
| DSQ  | 3  | Rosja                    | Jana Romanowa Olga Zajcewa Jekatierina Szumiłowa Olga Wiłuchina              | 0+0 0+1 0+0     | 0+1 0+0 0+1     | 16:56,3 17:43,2 17:43,3 18:06,1 | 0+4                | 1:10:28,9    | +26,4   |
| 02 ! | 4  | Norwegia                 | Fanny Welle-Strand Horn Tiril Eckhoff Ann Kristin Flatland Tora Berger       | 0+1 0+0         | 0+2 0+1 0+0 0+1 | 17:40,5 16:57,9 17:43,6 18:18,1 | 0+5                | 1:10:40,1    | +37,6   |
| 03 ! | 10 | Czechy                   | Eva Puskarčíková Gabriela Soukalová Jitka Landová Veronika Vítková           | 0+2 0+0 0+3 0+2 | 0+2 0+1         | 17:54,2 16:30,6 18:42,4 18:18,5 | 0+14               | 1:11:25,7    | +1:23,2 |
| 4.   | 6  | Białoruś                 | Ludmiła Kalinczyk Nadieżda Skardino Nadieżda Pisariewa Darja Domraczewa      | 0+2 0+0 0+2 0+0 | 1+3 0+1 0+0     | 18:39,0 17:38,3 18:02,1 17:14,0 | 1+8                | 1:11:33,4    | +1:30,9 |
| 5.   | 8  | Włochy                   | Dorothea Wierer Nicole Gontier Michela Ponza Karin Oberhofer                 | 0+2 1+3 0+0     | 0+1 0+3 0+0     | 16:49,7 18:46,0 18:06,5 18:01,1 | 1+9                | 1:11:43,3    | +1:40,8 |
| 6.   | 14 | Stany Zjednoczone        | Susan Dunklee Hannah Dreissigacker Sara Studebaker Annelies Cook             | 0+2 0+3 0+0 0+2 | 0+1 0+3 0+0 0+2 | 17:02,6 18:08,3 17:55,6 19:07,7 | 0+13               | 1:12:14,2    | +2:11,7 |
| 7.   | 7  | Kanada                   | Rosanna Crawford Megan Imrie Megan Heinicke Zina Kocher                      | 0+2 0+0 0+2     | 0+1 0+2 0+0 2+3 | 17:20,7 17:41,7 17:38,1 19:41,0 | 2+12               | 1:12:21,5    | +2:19,0 |
| 8.   | 12 | Szwajcaria               | Selina Gasparin Elisa Gasparin Aita Gasparin Irene Cadurisch                 | 0+3 0+0 0+3     | 0+1 0+0         | 17:17,6 17:55,8 17:56,1 19:24,8 | 0+9                | 1:12:34,3    | +2:31,8 |
| 9.   | 11 | Polska                   | Krystyna Pałka Magdalena Gwizdoń Weronika Nowakowska-Ziemniak Monika Hojnisz | 4+3 0+0 0+2 0+0 | 0+1 0+0 0+1     | 19:39,0 17:06,8 17:21,7 18:26,9 | 4+8                | 1:12:34,4    | +2:31,9 |
| 10.  | 1  | Niemcy                   | Franziska Preuß Andrea Henkel Franziska Hildebrand Laura Dahlmeier           | 0+3 0+1 0+0     | 0+1 0+0         | 19:46,7 17:25,1 17:59,4 18:33,0 | 0+6                | 1:13:44,2    | +3:41,7 |
| 11.  | 13 | Kazachstan               | Galina Wiszniewska Jelena Chrustalowa Darja Usanowa Marina Lebiediewa        | 0+0 0+2 0+0 0+3 | 0+2             | 17:36,6 18:35,5 18:17,4 21:25,2 | 0+13               | 1:15:54,7    | +5:52,2 |
| 12.  | 17 | Japonia                  | Fuyuko Suzuki Yuki Nakajima Miki Kobayashi Rina Suzuki                       | 0+0 0+2 0+1 0+3 | 0+1 0+2 0+1     | 17:33,2 18:47,0 19:23,3 LAP     | 0+11               | LAP          |         |
| 13.  | 9  | Słowacja                 | Jana Gereková Paulína Fialková Terézia Poliaková Martina Chrapánová          | 0+2 1+3 3+3 0+3 | 1+3 0+2 0+0 0+3 | 17:51,3 18:57,7 19:48,0 LAP     | 5+19               | LAP          |         |
| 14.  | 16 | Chińska Republika Ludowa | Song Chaoqing Zhang Yan Tang Jialin Song Na                                  | 0+1 0+2 0+0 0+3 | 0+2 0+0 0+1 0+2 | 18:40,2 18:41,1 18:40,0 LAP     | 0+11               | LAP          |         |
| 15.  | 15 | Estonia                  | Kadri Lehtla Grete Gaim Daria Yurlova Johanna Talihärm                       | 0+2 0+1 0+2 0+0 | 0+1 1+3 0+3     | 18:03,8 19:14,8 19:58,1 LAP     | 1+13               | LAP          |         |
| 16 ! | 5  | Francja                  | Marie-Laure Brunet Marie Dorin Habert Anaïs Chevalier Anaïs Bescond          | 0+0             |                 |                                 | DNF                | DNF          | DNF     |